# Karl Franzén
Karl Gustaf Algot Franzén, född 2 december 1883 i Jönköpings östra församling, död 21 februari 1941 i S:t Nikolai församling, Halmstad, var en svensk läroverksadjunkt och riksdagspolitiker (Socialdemokrat).
Franzén avlade examen till filosofie kandidat 1907 och var från 1914 adjunkt vid Karlstads högre allmänna läroverk. Som riksdagsman var Franzén ledamot av första kammaren från 1922, invald i Värmlands läns valkrets.